# Выборы губернатора Томской области (2017)
Досрочные выборы губернатора Томской области состоялись в Томской области 10 сентября 2017 года в единый день голосования. Губернатор избирался сроком на 5 лет.
Это были первые выборы губернатора Томской области с 2003 года, поскольку ранее губернаторы назначались областной думой по предложению Президента РФ.
На 1 января 2017 года в Томской области было зарегистрировано 770 297 избирателей.
Председатель Избирательной комиссии Томской области — Эльман Юсубов.

## Предшествующие события
Предыдущие выборы губернатора Томской области прошли 21 сентября 2003 года. На них победил Виктор Кресс, руководивший регионом с 1991 года. 10  марта 2007 года утверждён на должность губернатора областной думой по предложению Президента РФ Владимира Путина.
7 февраля 2012 года президент РФ Дмитрий Медведев предложил Думе Томской области кандидатуру Сергея Жвачкина для утверждения на пост губернатора. 15 февраля Томская областная дума утвердила Жвачкина на пост губернатора. Инаугурация прошла 17 марта. Срок его полномочий истек 17 марта 2017 года.
В ноябре 2015 года действующий губернатор Сергей Жвачкин заявил, что планирует избраться на второй срок. 21 февраля 2017 года Жвачкин назначен президентом Владимиром Путиным временно исполняющим обязанности губернатора до вступления в должность новоизбранного губернатора.

### Ключевые даты
- 6 июня 2017 года Законодательная дума Томской области назначила выборы на 10 сентября 2017 года (единый день голосования)[12].
  - 6 июня опубликован расчёт числа подписей, необходимых для регистрации кандидата[13].
  - 13 июня постановление о назначении выборов было опубликовано в СМИ[14].
  - с 7 июня по 27 июня — период выдвижения кандидатов[14].
  - агитационный период начинается со дня выдвижения кандидата и прекращается за одни сутки до дня голосования.
- с 16 по 26 июля — представление документов для регистрации кандидатов, к заявлениям должны прилагаться листы с подписями муниципальных депутатов[14].
- с 12 августа по 8 сентября — период агитации в СМИ[14].
- 9 сентября — день тишины.
- 10 сентября — день голосования.

## Выдвижение и регистрации кандидатов
В Томской области кандидаты выдвигаются только политическими партиями, имеющими право участвовать в выборах, или их региональными отделениями.
Каждый кандидат при регистрации должен представить список из трёх человек, один из которых, в случае избрания кандидата, станет представителем правительства региона в Совете Федерации.
В мае 2017 года депутат Госдумы от ЛДПР Алексей Диденко заявил, что намерен побороться за пост губернатора. 11 июня региональное отделение ЛДПР выдвинуло Диденко кандидатом на пост губернатора.
10 июня региональное отделение «Справедливой России» выдвинуло кандидатуру северского врача Александра Ростовцева.
12 июня Томский обком КПРФ выдвинул депутата областной думы Наталью Барышникову кандидатом на пост губернатора.
17 июня партия «Коммунисты России» выдвинула кандидатом в губернаторы предпринимателя Олега Федосеева. В тот же день «Партия Роста» (бывшее «Правое дело») на своем съезде в Москве выдвинула кандидатуру другого томского предпринимателя, 28-летнего Максима Лучшева. Однако по закону на момент выдвижения ему должно исполниться 30 лет.
26 июня завершилась процедура выдвижения кандидатов. Теперь кандидатам необходимо собрать не менее 156 подписей депутатов и глав муниципальных образований в поддержку своего выдвижения. Предоставить их избиркому нужно до 26 июля. Муниципальный фильтр прошли Барышникова, Жвачкин, Ростовцев и Диденко. Федосеев выбыл из гонки.
Сергей Жвачкин участвовать в дебатах отказался. Областная избирательная комиссия не нашла в этом нарушение закона.

### Муниципальный фильтр
В Томской области кандидаты должны собрать подписи 10 % муниципальных депутатов и глав муниципальных образований. Среди них должны быть подписи депутатов районных и городских советов и (или) глав районов и городских округов в количестве 10 % от их общего числа. При этом подписи нужно получить не менее чем в трёх четвертях районов и городских округов. По расчёту избиркома, каждый кандидат должен собрать от 156 до 163 подписей депутатов всех уровней и глав муниципальных образований, из которых от 36 до 38 — депутатов райсоветов и советов городских округов и глав районов и городских округов не менее чем 15 районов и городских округов области.

## Кандидаты
| Кандидат            | Должность (на момент выдвижения) | Партия              | Статус                                                             | Кандидаты в Совет Федерации                        |
| ------------------- | --- | ------------------- | ------------------------------------------------------------------ | -------------------------------------------------- |
| Наталья Барышникова | руководитель фракции, депутат Законодательной думы Томской области                                                                                | КПРФ                | зарегистрирован                                                    | Николай Иванов Андрей Петров Виктор Трегуб         |
| Алексей Диденко     | депутат Госдумы, председатель комитета по федеративному устройству и вопросам местного самоуправления                                             | ЛДПР                | зарегистрирован                                                    | Михаил Андреев Евгений Павлов Леонид Терехов       |
| Сергей Жвачкин      | врио губернатора Томской области | Единая Россия       | зарегистрирован                                                    | Виктор Кресс Александр Куприянец Евгений Чойнзонов |
| Александр Ростовцев | заведующий отделением — врач-травматолог-ортопед Сибирского Федерального научно-клинического центра, депутат Законодательной думы Томской области | Справедливая Россия | зарегистрирован                                                    | Владимир Гауэр Галина Немцева Николай Мурин        |
| Олег Федосеев       | директор ООО «Собор» | Коммунисты России   | отказано в регистрации (не представлены документы для регистрации) |                                                    |

## Социологические исследования
| Опрос                             | Явка | Жвачкин | Диденко | Барышникова | Ростовцев | Испорчу бюллетень | Не пойду на выборы | Затруднились ответить |
| --------------------------------- | ---- | ------- | ------- | ----------- | --------- | ----------------- | ------------------ | --------------------- |
| ВЦИОМ, 10-20 августа 2017         | -    | 44 %    | 12 %    | 5 %         | 3 %       | 1 %               | 14 %               | 20 %                  |
| ВЦИОМ прогноз, 10-20 августа 2017 | -    | 54,1 %  | 24,2 %  | 12,2 %      | 7,9 %     | 1,6 %             | -                  | -                     |

## Итоги выборов
| Место                       | Место                       | Кандидат                    | Партия                      | Голосов | %       |
| --------------------------- | --------------------------- | --------------------------- | --------------------------- | ------- | ------- |
|                             | 1.                          | Сергей Жвачкин              | Единая Россия               | 120 441 | 60,58 % |
|                             | 2.                          | Алексей Диденко             | ЛДПР                        | 38 541  | 19,38 % |
|                             | 3.                          | Наталья Барышникова         | КПРФ                        | 23 024  | 11,58 % |
|                             | 4.                          | Александр Ростовцев         | Справедливая Россия         | 12 536  | 6,31 %  |
| Недействительных бюллетеней | Недействительных бюллетеней | Недействительных бюллетеней | Недействительных бюллетеней | 4280    | 2,15 %  |
| Всего                       | Всего                       | Всего                       | Всего                       | 198 822 | 100 %   |
|                             |                             |                             |                             |         |         |
| Действительных бюллетеней   | Действительных бюллетеней   | Действительных бюллетеней   | Действительных бюллетеней   | 194 542 | 97,85 % |
| Явка                        | Явка                        | Явка                        | Явка                        | 198 822 | 25,77 % |
| Общее число избирателей     | Общее число избирателей     | Общее число избирателей     | Общее число избирателей     | 771 404 |         |

Карта явки на выборы.

Если считать не проценты, а голоса избирателей, то Сергей Жвачкин набрал примерно в два раза меньше голосов, чем Виктор Кресс, когда его трижды избирали губернатором.
Областной центр отметился рекордно низкой явкой. Процент томичей, принявших участие в голосовании более, чем в два раза уступил явке избирателей на выборах губернатора в 1995, 1999, 2003 годах. Более того, явка томичей была ниже, чем на выборах мэра Томска 2013 года, которая прежде считалась рекордно маленькой для областного центра. В 2013 году на выборы мэра пришло 20,5% избирателей, в 2017 году на выборы губернатора – 19,34%.